# St. Gallus (Schörzingen)

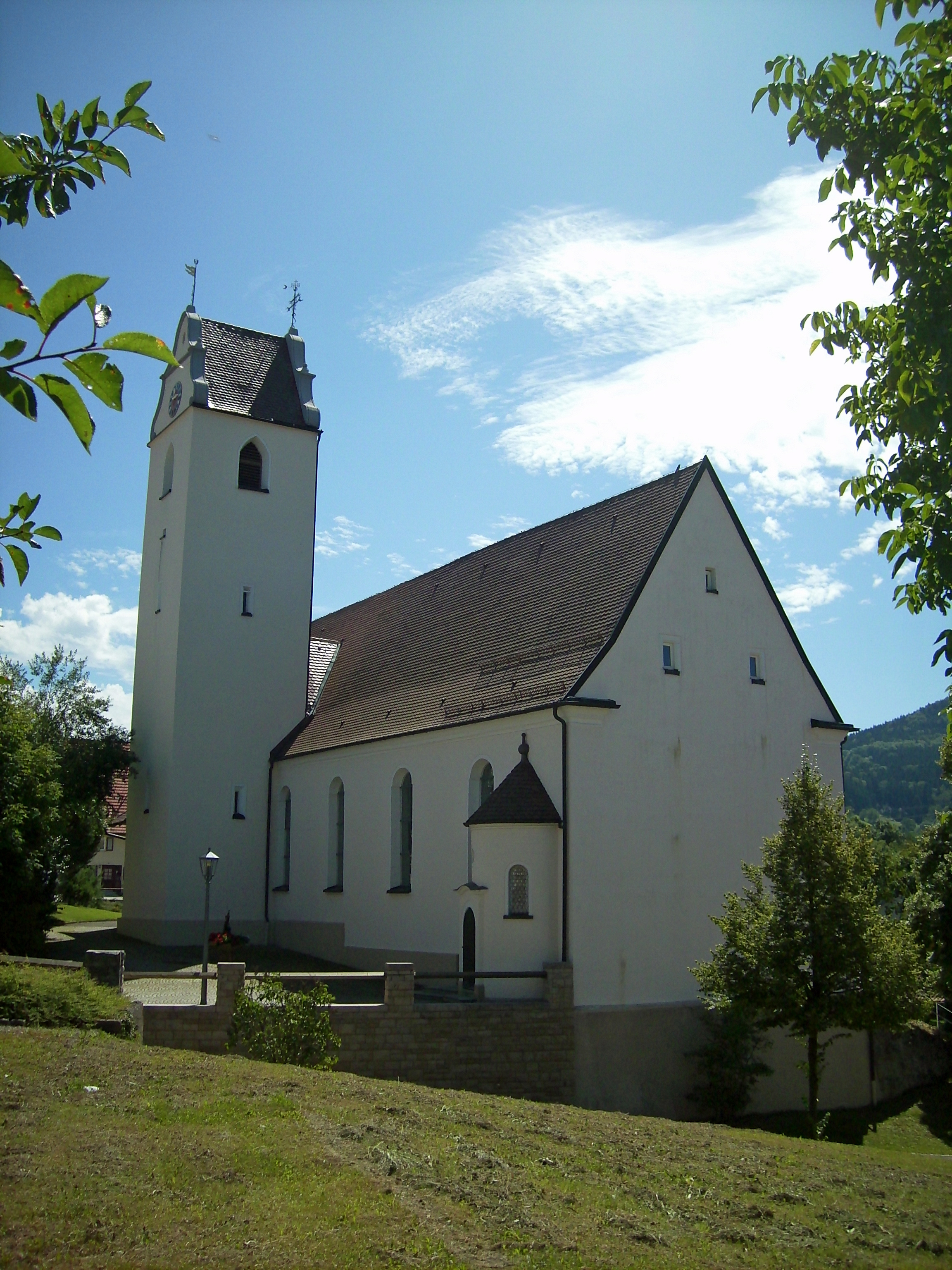
St. Galluskirche in Schörzingen

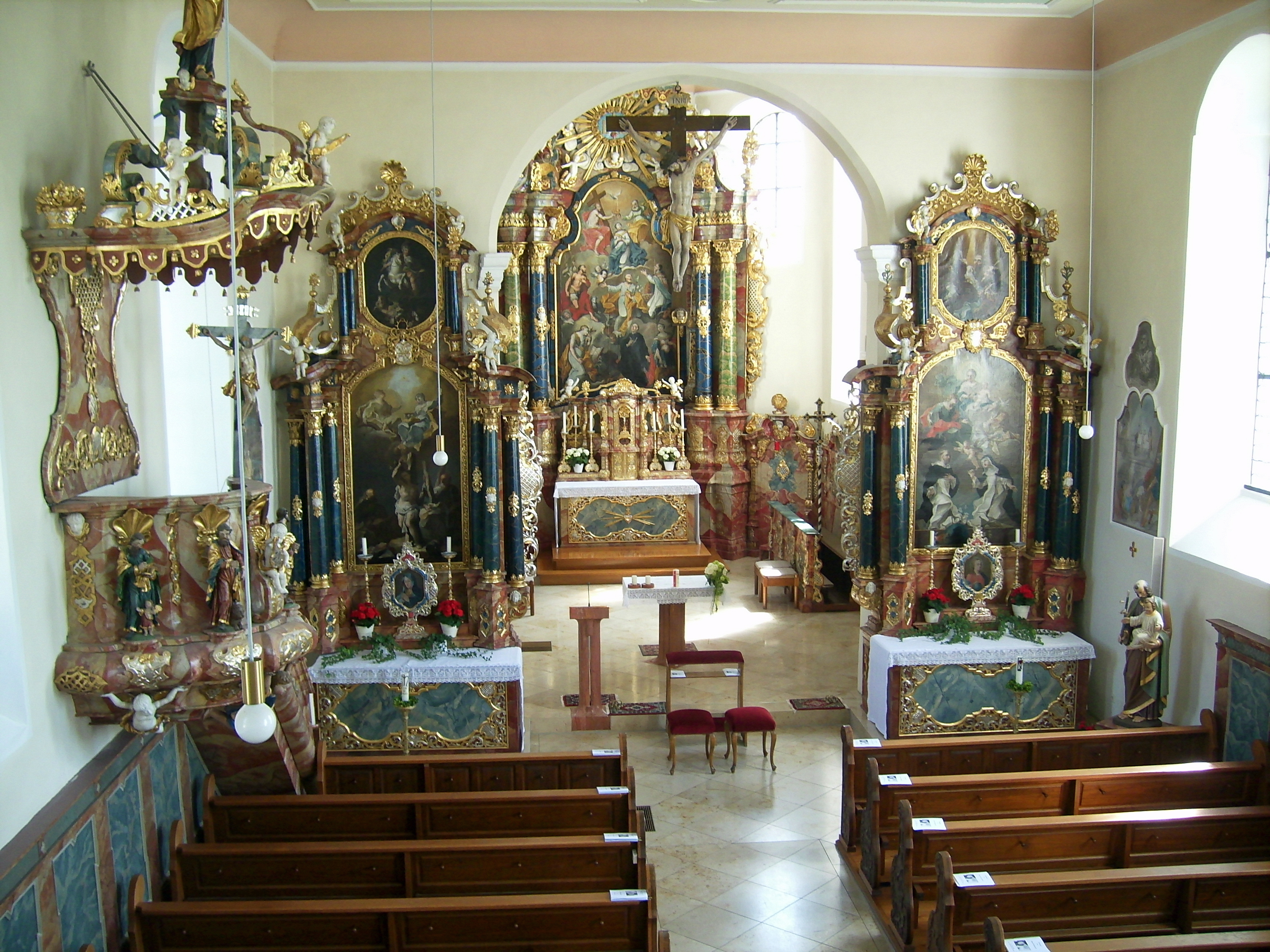
Blick zum Chor

Die römisch-katholische Kirche St. Gallus steht in Schörzingen, einem Stadtteil von Schömberg im Zollernalbkreis in Baden-Württemberg. Die Kirchengemeinde gehört zur Diözese Rottenburg-Stuttgart. Das Bauwerk ist beim Landesamt für Denkmalpflege Baden-Württemberg als Baudenkmal eingetragen.

## Beschreibung
Die von 1727 bis 1740 gebaute Saalkirche besteht aus einem Langhaus, einem eingezogenen, dreiseitig geschlossenen Chor im Osten, einem Chorflankenturm an der Nordwand des Chors, der quer mit einem Satteldach zwischen Schweifgiebeln bedeckt ist. Die Sakristei befindet sich unter dem Schleppdach im Süden des Chors.
Die Statuen der Kirchenausstattung entstanden während der Bauzeit. Unter der Empore befindet sich ein 1947 von August Blepp geschaffenes Gemälde mit der Darstellung des Jüngsten Gerichts.